# Шемегінський-Нестерук Михайло Михайлович
Миха́йло Миха́йлович Шемегі́нський-Нестеру́к (нар. 28 листопада 1983, с. Гарасимів, Тлумацький район, Івано-Франківська область, Українська РСР — пом. 6 червня 2014, м. Слов'янськ, Донецька область, Україна) — український правоохоронець, спецпризначенець, старший сержант міліції.

## Біографія
Михайло Шемегінський народився в селі Гарасимів Тлумацького району, у багатодітній родині: був одним із наймолодших з-поміж десяти сестер і братів. Родина не була заможна, зате дружня. З дитинства захоплювався автомобілями, здобув професію водія в ПТУ № 31 м. Городенка.
Після строкової служби у Внутрішніх військах МВС з 2011 року проходив службу в органах внутрішніх справ, міліціонер окремої роти міліції особливого призначення «Беркут» УМВС України в Івано-Франківській області. Майстер спорту України з пауерліфтингу, неодноразовий чемпіон області. Заочно навчався у Львівському державному університеті внутрішніх справ.
З березня 2014 року, після розформування «Беркута», — міліціонер спеціальної роти міліції УМВС України в Івано-Франківській області. З квітня брав участь в антитерористичній операції на сході України. Коли Михайло вирушив на Схід, його дружина працювала в Іспанії, син пішов там у перший клас. На початку літа вони мали повернутися додому.
Загинув 6 червня 2014 року, від осколкового поранення у серце під час мінометного обстрілу терористами з території церкви українського блокпоста на виїзді зі Слов'янська у бік Краматорська (блокпост № 5). Ще четверо прикарпатських правоохоронців зазнали поранень, двоє з них — у важкому стані.
З розповіді десантника 25-ї бригади: «Кілька разів терористи обстрілювали наш блокпост, коли на ньому було багато машин. Стріляли з мінометів та кулеметів просто по людях, по дітях, які вийшли з машин. Одного разу приїхали місцеві та хотіли пригостити полуницею. Міша Шемегінський з „Беркуту“ сказав, що він хоче дати грошей, зняв бронежилет та діставав гаманець. У цю мить нас почали обстрілювати. Мішу вбило, чимало людей було поранено. Ми намагались порятувати Мішу, але потім виявилось, що все було на марне: осколок пройшов крізь ребра та влучив у серце».
8 червня біля будівлі обласного Управління МВС відбулася громадянська панахида. Похований на території Меморіального скверу міста Івано-Франківськ.
Залишилися батько Михайло Григорович, брати й сестри, дружина Світлана Іванівна та син Іван 2007 р.н.

## Нагороди та вшанування пам'яті
20 червня 2014 року, за особисту мужність і героїзм, виявлені у захисті державного суверенітету та територіальної цілісності України, вірність військовій присязі та незламність духу, нагороджений орденом «За мужність» III ступеня (посмертно).
6 листопада 2014 на подвір'ї Гарасимівської ЗОШ I—III ступенів відбулося відкриття меморіальної дошки на честь Михайла Шемегінського
8 червня 2015 року в Івано-Франківську на фасаді будинку на вулиці Довженка, 8, де мешкав Михайло Шемегінський, у рамках ініційованої міською радою програми «Івано-Франківськ — місто героїв» відкрили анотаційну дошку на його честь.